# Киконы
Киконы, киконцы (др.-греч. Κίκονες) — фракийская народность, упоминаемая у Гомера и Овидия. Точных исторических данных о народности киконов не сохранилось.

## У Гомера
Согласно гомеровской поэме «Одиссея», город киконов Исмара, расположенный у подножия горы Исмара, на южном побережье Фракии (современная Греция) был захвачен Одиссеем и его войском, через некоторое время после отплытия из поверженной Трои.
Киконы упоминаются во второй части «Илиады», как вступившие в войну на стороне троянцев, во главе с Евфемом:
«Храбрый Эвфем ополчал племена копьеборных киконов,
 Сын браноносца Трезена, любезного Зевсу Кеада.»
(Илиада, пер. Гнедича).

## У Овидия
О киконах также упоминается в книге стихов Овидия «Метаморфозы»:
«После, шафранным плащом облаченный, по бездне воздушной
 Вновь отлетел Гименей, к брегам отдаленным киконов»
(Метаморфозы, пер. Шервинского).